# Gomphandra mappioides
Gomphandra mappioides är en järneksväxtart som beskrevs av Theodoric Valeton. Gomphandra mappioides ingår i släktet Gomphandra och familjen Stemonuraceae. Inga underarter finns listade i Catalogue of Life.